# Formazione dei Nomadi
Questa che segue è la lista di tutte le formazioni cambiate dal gruppo pop rock Nomadi, dagli esordi fino a oggi. Nonostante la formazione che va dal 1964 al 1969 non sia la prima del gruppo, viene considerata come la formazione storica, in quanto fu quella che incise i primi dischi del gruppo e alcuni dei pezzi più famosi, suonati ancora oggi (come Noi non ci saremo, Dio è morto, Ho difeso il mio amore, Canzone per un'amica).
Gli avvicendamenti nelle varie formazioni sono mostrati ponendo i nuovi componenti sempre in fondo rispetto ai membri precedenti cosa che, generalmente, è stata fatta anche dal gruppo nei libretti interni dei dischi.

## 1963:I Sei Nomadi
- Augusto Daolio - voce
- Beppe Carletti - tastiere, voce
- Franco Midili - chitarre, voce
- Antonio Campari - basso, voce
- Leonardo Manfredini - batteria
- Gualberto Gelmini - sassofono

## 1963 - 1964
- Augusto Daolio - voce
- Beppe Carletti - tastiere, voce
- Giacomo Zuffolini - chitarre, voce
- Antonio Campari - basso, voce
- Leonardo Manfredini - batteria
- Gualberto Gelmini - sassofono

## 1964
- Augusto Daolio - voce
- Beppe Carletti - tastiere
- Franco Midili - chitarre
- Gianni Coron - basso
- Leonardo Manfredini - batteria
- Gualberto Gelmini - sassofono

## 1964 - 1969:Formazione storica
- Augusto Daolio - voce
- Beppe Carletti - tastiere
- Franco Midili - chitarre
- Gianni Coron - basso
- Bila Copellini - batteria

## 1969 - 1970
- Augusto Daolio - voce
- Beppe Carletti - tastiere
- Franco Midili - chitarre
- Gianni Coron - basso
- Paolo Lancellotti - batteria

## 1970 - 1972
- Augusto Daolio - voce
- Beppe Carletti - tastiere
- Franco Midili - chitarre
- Umberto Maggi - basso
- Paolo Lancellotti - batteria

## 1972
- Augusto Daolio - voce
- Beppe Carletti - tastiere
- Amos Amaranti - chitarre
- Umberto Maggi - basso
- Paolo Lancellotti - batteria

## 1973
- Augusto Daolio - voce
- Beppe Carletti - tastiere
- Franco Midili - chitarre
- Umberto Maggi - basso
- Paolo Lancellotti - batteria

## 1974 - 1984
- Augusto Daolio - voce
- Beppe Carletti - tastiere
- Chris Dennis - chitarre, violino, tastiere
- Umberto Maggi - basso
- Paolo Lancellotti - batteria

## 1984 - 1990
- Augusto Daolio - voce
- Beppe Carletti - tastiere
- Chris Dennis - chitarre, violino, tastiere
- Dante Pergreffi - basso
- Paolo Lancellotti - batteria

## 1990 - 1992
- Augusto Daolio - voce, chitarra
- Beppe Carletti - tastiere
- Cico Falzone - chitarre
- Dante Pergreffi - basso
- Daniele Campani - batteria

## 1992
- Augusto Daolio - voce, chitarra
- Beppe Carletti - tastiere
- Cico Falzone - chitarre
- Elisa Minari - basso
- Daniele Campani - batteria

## 1993 - 1997
- Danilo Sacco - voce, chitarra
- Beppe Carletti - tastiere
- Cico Falzone - chitarre
- Elisa Minari - basso
- Daniele Campani - batteria
- Francesco Gualerzi - voce, chitarra, strumenti a fiato

## 1998
- Danilo Sacco - voce, chitarra
- Beppe Carletti - tastiere
- Cico Falzone - chitarre
- Massimo Vecchi - basso, voce
- Daniele Campani - batteria
- Andrea Pozzoli - polistrumentista

## 1998 - 2011
- Danilo Sacco - voce, chitarra
- Beppe Carletti - tastiere
- Cico Falzone - chitarre
- Massimo Vecchi - basso, voce
- Daniele Campani - batteria
- Sergio Reggioli - violino, percussioni, chitarra, voce

## 2012 - 2017
- Cristiano Turato - voce, chitarra
- Beppe Carletti - tastiere
- Cico Falzone - chitarre, voce
- Massimo Vecchi - basso, voce
- Daniele Campani - batteria
- Sergio Reggioli - violino, percussioni, chitarra, voce

## 2017 - 2023
- Yuri Cilloni - voce
- Beppe Carletti - tastiere
- Cico Falzone - chitarre, voce
- Massimo Vecchi - basso, voce
- Daniele Campani - batteria
- Sergio Reggioli - violino, percussioni, chitarra, voce

## 2023 - presente
- Beppe Carletti - tastiere
- Cico Falzone - chitarre, voce
- Massimo Vecchi - basso, voce
- Sergio Reggioli - violino, percussioni, chitarra, voce
- Yuri Cilloni - voce
- Domenico Inguaggiato - batteria